# Lewisville (Caroline du Nord)
Pour les articles homonymes, voir Lewisville.
Lewisville est une ville du Comté de Forsyth.
La population était de 12 639 habitants en 2010.

## Démographie
| 1980  | 1990  | 2000   | 2010   | - | - |
| ----- | ----- | ------ | ------ | - | - |
| 4 547 | 3 206 | 11 088 | 12 639 | - | - |